# In and Out of Control
In And Out Of Control er det fjerde album af den danske duo The Raveonettes. Albummet er produceret af Thomas Troelsen, Delta Lab Studio, København og har ligget nr. 1 på "iTunes Top Albums". Pladen havde hittene "Last Dance" og "Bang".
"Last Dance" var også P3 Ugens Uundgåelige i august.

## Spor
1. "Bang!" - 2:54
2. "Gone Forever" - 3:36
3. "Last Dance" - 3:47
4. "Boys Who Rape (Should All Be Destroyed)" - 3:04
5. "Hearts Of Stone" - 3:55
6. "Oh, I Buried You Today" - 1:22
7. "Suicide" - 3:13
8. "D.R.U.G.S." - 4:30
9. "Breaking Into Cars" - 3:08
10. "Break Up Girls!" - 4:00
11. "Wine" - 3:43